# Hamelia patens
Hamelia patens är en måreväxtart som beskrevs av Nikolaus Joseph von Jacquin. Hamelia patens ingår i släktet Hamelia och familjen måreväxter. Inga underarter finns listade i Catalogue of Life.